# Perilampus ocellatus
Perilampus ocellatus är en stekelart som beskrevs av Smulyan 1936. Perilampus ocellatus ingår i släktet Perilampus och familjen gropglanssteklar. Inga underarter finns listade i Catalogue of Life.